# HEW Cyclassics 1999
La HEW Cyclassics 1999 fou la 4a edició de la cursa ciclista HEW Cyclassics. Es va disputar el 15 d'agost de 1999, sent la setena prova de la Copa del Món de ciclisme de 1999. El vencedor fou l'italià Mirko Celestino (Team Polti), que s'imposà en solitari a Raphael Schweda i Romāns Vainšteins.

## Resultats
|    | Ciclista                | Equip                 | Temps      |
| -- | ----------------------- | --------------------- | ---------- |
| 1  | Mirko Celestino (ITA)   | Team Polti            | 6h 20' 39" |
| 2  | Raphael Schweda (GER)   | Team Nürnberger       | + 3"       |
| 3  | Romāns Vainšteins (LAT) | La Française des Jeux | m. t.      |
| 4  | Johan Museeuw (BEL)     | Mapei-Quick Step      | m. t.      |
| 5  | George Hincapie (USA)   | US Postal             | m. t.      |
| 6  | Ivan Basso (ITA)        | Riso Scotti-Vinavil   | m. t.      |
| 7  | Erik Dekker (GER)       | Rabobank ProTeam      | m. t.      |
| 8  | Franco Ballerini (ITA)  | Lampre-Daikin         | m. t.      |
| 9  | Erik Zabel (GER)        | Team Telekom          | + 12"      |
| 10 | Jürgen Werner (GER)     | Team Nürnberger       | m. t.      |